# イノマタトシ
イノマタ トシ（猪股敏郎）は、日本の映像作家、CMディレクター、映画監督、テレビ番組ディレクター。
東映CMにて、プロデューサーを経てディレクターになる。その後、TYOプロダクションにて企画室長に就任。TYOとワンダークラブにて、TVCMなどの企画・演出に携わる。TYO独立後、株式会社め組設立。映像制作からWEB、CGの制作まで映像全般を手がける。RNA（ラン・ノット・アクト）にてフリーランスとなる。現在は演出家として、TVCMからテレビ番組、映画などの制作に携わっている。

## 主な作品
- 2014年　NHK World Forbidden Kyoto(禁断の京都）Life as a TAYU -DIVA Beyond Geisha　シカゴ映画祭テレビ部門銀賞。
- 2015年　映画「OYAKO present to the future」  International Film Awards Berlin  Best Documentary賞。
- 2016年　警視庁PRビデオ「TOKYO METOROPOLITAN POLICE DEPARTMENT 24」監督
- 2019年　映画「Mikoshi Guy 祭の男」アップリンクにて公開ロードショー、ドイツベルリン、ポーランド、リトアニアなどヨーロッパでも上映。

### TVCM
- コーセー、Panasonic、SONY、HITACHI、金鳥、TOYOTA、ブルボン、VISIT JAPAN Campaignシリーズ、地デジ化推進キャンペーンほか。
- Panasonic、HITACHIで、カンヌ国際広告祭（現：カンヌライオンズ 国際クリエイティビティ・フェスティバル）でブロンズを受賞。
- DOLE、東レ、マルイなどでACC賞、SONY AIBO WEB MovieでNY Festivalなど受賞。

### TV番組
- フジテレビ「世にも奇妙な物語」「ラ・クィジーヌ」
- NHK WORLD/NHK BSプレミアム「FORBIDDEN KYOTO」シリーズ;（「FORBIDDEN KYOTO/芸妓誕生」はアジア国際グランプリでスペシャルグランプリ受賞）
- WOWOW ノンフィクションW「街伝説・原宿」「ピスト/自転車の新たなる可能性」
- TBS「24人の加藤あい」（作・出演）
- 関西テレビ「富江/アナザーファイス」
- 日本国際放送「FORWORD / OYAKO Forever」
- BS11  2013震災復興特別番組「祭復活を願って 走れ！騎馬武者-相馬野馬追」ほか

### その他
- フジテレビ「ラ・クィジーヌ」は市川準監督により映画化「東京兄妹」脚本を担当。